# Peter Ernst von Metzenhausen
Peter Ernst von Metzenhausen (* um 1600 vermutlich in Neef; † um 1650) war ein deutscher Beamter und kurfürstlich trierischer Amtmann im Zeller Hamm.

## Leben

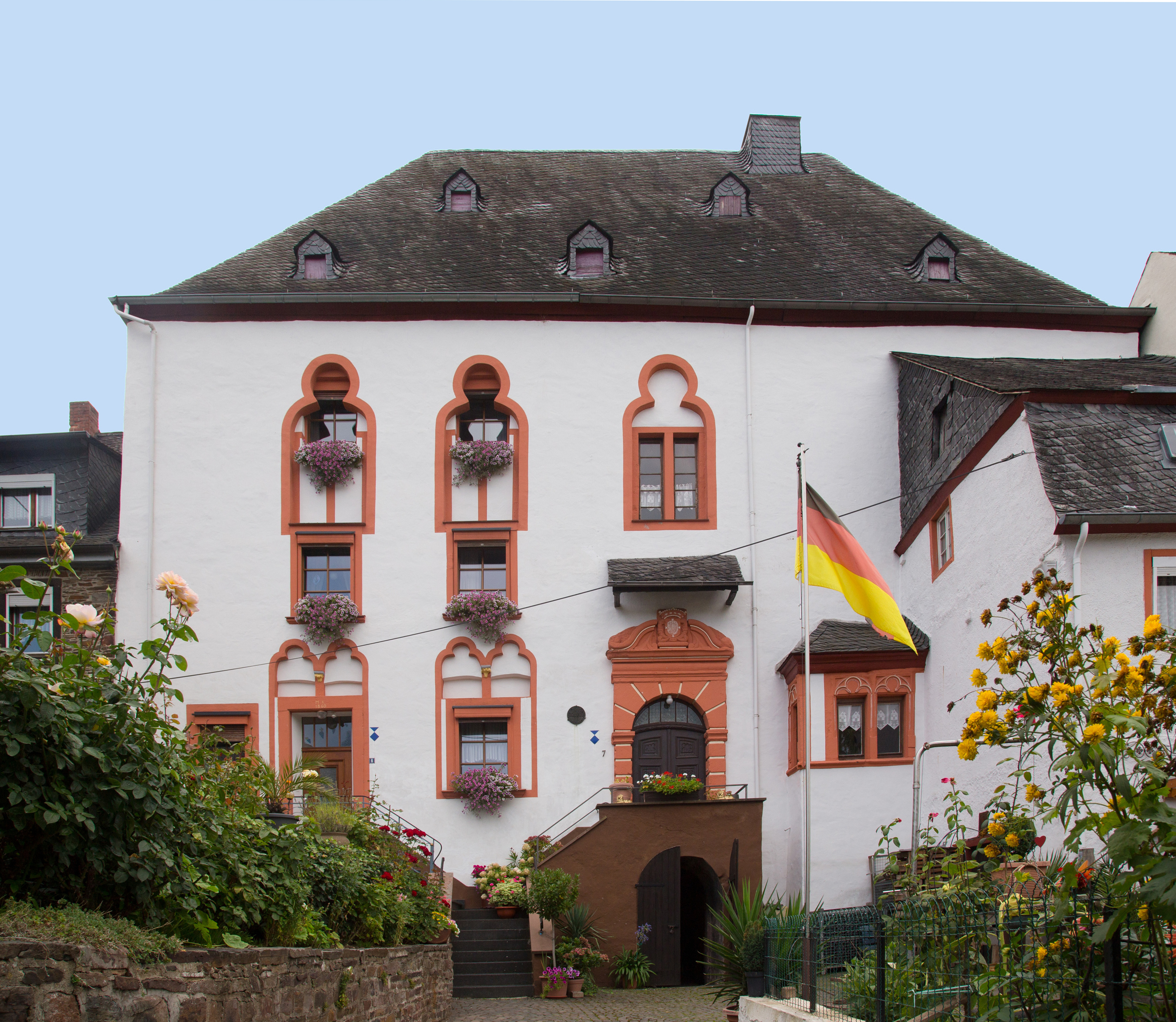
Ehemaliges Burghaus in Neef

Peter Ernst von Metzenhausen war ein Sohn von Bernhard von Metzenhausen († 1632), Herr zu Linster, Waldeck, Meisenburg, Neef, Peterswald und Bullay und dessen Ehefrau Elisabeth von Hagen. Peter Ernst war eines von 17 Geschwistern, 6 Schwestern wurden Nonnen, von 3 weiteren Brüdern starben zwei, wobei er die Stammfolge sicherte. Er war vom 15. Mai 1626 bis zum 1. September 1635 Amtmann im Amt Zell, wohnte in der Burg Neef an der Mosel und wurde 1627 vom Trierer Kurfürsten Philipp Christoph von Sötern mit der Grundsteinlegung für das Kapuzinerkloster in Cochem beauftragt.

## Urkundliches
- Am 19. Oktober 1633 vollzogen er und seine Brüder Johann Wilhelm von Metzenhausen, Domdechant in Trier, und Johann Georg von Metzenhausen gegen Philipp Christoph Erzbischof zu Trier einen Lehnsrevers über eine Mühle an der Mosel bei Steus anstatt eines Fachs (Fischreuse), das vormals dort gestanden, als Mann- und Weiberlehen.[1]
- Am 27. Februar 1638 veräußerte er an Hans Gerhard von Metternich den Zehnt zu Diekirch für 637 Taler und 20 Stüber.[6]
- Am 16. Juni 1642 veräußerten er und seine Ehefrau Margareta von der Horst sowie sein Bruder Hans Georg von Metzenhausen, Herr zu Waldeck, an Peter IV. Fisch von Rosport, Abt der Reichsabtei Echternach, ihren freiadeligen Hof Niederkerich mit allem Zubehör und weitere Besitzungen für 8000 Reichstaler…[7][8]

## Familie
Peter Ernst von Metzenhausen war seit 1620 mit Margareta von der Horst, Tochter von Gerhard von der Horst und dessen Ehefrau Anna von Malberg, verheiratet. Das Ehepaar hatte 11 Kinder: 6 Töchter, wovon 2 Nonnen wurden, und 5 Söhne, darunter der spätere Landkomtur Johann Heinrich von Metzenhausen.